# Vicente García Peñaranda
Vicente García Peñaranda   (Molina de Segura, 1893 - Palma, 19 de novembre de 1967) fou un metge i cirurgià murcià establert a Mallorca.
Es va establir a Palma i amb el seu germà Virgilio, també metge cirurgià, va fundar en els anys 20 la Clínica Peñaranda a la zona de Can Bleda (Palma), en una illa entre la carretera de Valldemossa i el Carrer d'Alfons el Magnànim (abans carretera de Sóller). El centre romangué obert fins després de la mort de sengles germans als anys 70.
Durant la Segona República, García Peñaranda es va fer famós juntament amb el seu germà Virgilio com a organitzador de tertúlies culturals i per la seva col·laboració amb les organitzacions obreres mallorquines.
| « | Les tertúlies dels García Peñaranda arreplegaven a la gent més diversa. […] En començar la Guerra Civil tot aquest món s'enfonsà immediatament. Els Peñaranda eren coneguts per les seves idees esquerranes i liberals. Això tengué com a conseqüència que fossin empresonats. Havien fet amistat amb diverses famílies de Mallorca molt ben situades, però aquesta gent els abandonà completament quan arribà la guerra i foren detenguts. Fou el germà Miquel qui defensà Virgilio —havia estat tancat a la Missió— en el consell de guerra i contribuí al seu alliberament. | » |
| — Notes autobiogràfiques de Llorenç Villalonga (transcripció de Damià Ferrà-Ponç), Randa, n. 15 (1983) | |   |

Posteriorment, l'Ajuntament de Palma li va dedicar un carrer a la ciutat, juntament amb el seu germà Virgilio, amb el nom de Carrer Germans García Peñaranda, prop d'on va estar l'edifici de la Clínica Peñaranda.